# Museo civico di Ripatransone
Il museo civico di Ripatransone è situato all'interno del seicentesco Palazzo Bonomi-Gera, così chiamato dal nome del progettista Luzio Bonomi e dello scultore Uno Gera che lo acquistò, lo fece restaurare e lo donò alla città negli anni sessanta.
Il palazzo si articola in ampi saloni, il principale dei quali contiene una terrazza rialzata, sorretta da colonne, che fungeva da palcoscenico per un'orchestra destinata ai concerti privati per i signori già proprietari dell'edificio.
L'attuale destinazione museale ha visto nel corso degli anni diversi ampliamenti, sicché la raccolta è oggi articolata in cinque collezioni: pinacoteca, gipsoteca, museo storico etnografico, museo storico risorgimentale, galleria d'arte contemporanea.

## Collezioni

### Pinacoteca civica
La pinacoteca civica sorge nel 1877 per interessamento del canonico Cesare Cellini. Pervengono al museo opere a carattere sacro provenienti dalla soppressione nel 1866 degli ordini religiosi, e donazioni elargite dalla nobiltà ripana dopo l'Unità d'Italia.
La collezione è articolata su due locali: la Sala degli affreschi e la Galleria dei ritratti. Fra le opere più importanti contiene:
- tempere del Crivelli, originariamente polittici, e in particolare un Beato Giacomo della Marca, una Madonna in trono con Bambino tra San Marco e San Lorenzo, un San Giovanni Battista, un San Leonardo, un San Placido;
- oli su tela del Pagani, fra cui spicca una Madonna in gloria con Bambino e Santi.
- due affreschi di Giacomo da Campli.

### Gipsoteca Uno Gera
La Gipsoteca Uno Gera sorge nel 1976 nel quadro della ristrutturazione del museo voluta dallo stesso scultore. Sita in un unico vasto ambiente, contiene oltre cento opere in gesso (autoritratti, ritratti, bassorilievi, busti, statue) dell'artista ripano, realizzate nel lungo arco temporale compreso fra il 1912 e il 1970.

### Museo storico etnografico
Le tre sale del museo storico etnografico, anch'esso voluto da don Cesare Cellini, riuniscono oltre seicento manufatti classificati dallo stesso canonico. Il Cellini li raccolse attraverso lo scambio con altri musei e il contributo dei missionari contemporanei. Il materiale proviene da tutti i continenti ed è organizzato secondo un percorso per aree geografiche: dal Vecchio Mondo (Europa, Africa, Asia), al Nuovo (Americhe), al Nuovissimo (Oceania).

### Museo risorgimentale Luigi Mercantini
È la collezione istituita di recente che raccoglie documenti e testimonianze del Risorgimento e dell'Unità d'Italia. Si articola in tre locali: Museo del Risorgimento, Sala delle armi, Sala Luigi Mercantini.
Nel 2008 la Banca di Ripatransone ha acquistato ad un'asta l'autografo originale della spigolatrice di Sapri, il quale presto verrà esposto in questa sezione.

### Galleria d'arte contemporanea
La galleria d'arte contemporanea comprende due locali: la Sala Pericle Fazzini e la Sala 40 artisti per il presepio. Include trenta opere del grottese Fazzini (acqueforti, serigrafie, sculture). Fra i numerosi artisti le cui creazioni arricchiscono la raccolta si possono ricordare Remo Brindisi, Giuseppe Canali, Arnoldo Ciarrocchi, Adolfo De Carolis, Vittorio Fazzini, Aldo Sergiacomi.